# Ken Muggleston
Ken Muggleston (Sydney, 24 de abril de 1930) é um diretor de arte britânico. Venceu o Oscar de melhor direção de arte na edição de 1969 por Oliver!, ao lado de John Box, Terence Marsh e Vernon Dixon.